# 埃永错
埃永错位于中国西藏自治区阿里地区日土县境内，位于日土县中南部，喀喇昆仑山南部的山间盆地内。湖面海拔4292米，面积22.4平方公里。湖形狭长，周围多小湖泊。湖区气候干寒，年均气温-4～-2℃左右，年均降水量约50～75毫米。湖水主要靠泉水补给，集水区面积509.6平方公里.湖水从西部出流注入阿永布错。